# Мамай (темник)
Мама́й (повне ім'я за традиціями Золотої орди — Мамай Алаш Кият; 1335, Солхат — 1380, Кафа) — військовий діяч з великим бойовим досвідом, який опікувався Золотою Ордою з 1359 року, татарський темник з половецького роду, пращур українського шляхетського роду Глинських. Одним із прізвиськ Мамая було Ногай (буквально — «пес», «хорт»), що іноді спричинює те, що його плутають з іншими діячами Улусу Джучі — Ногаєм і Едигеєм. Також згідно з деякими джерелами його називали Еллінським царем.
Захопив владу в столиці Золотої Орди після вбивства хана Хизра в 1361 році. При ньому в Орді змінилось декілька ханів: Абдуллах, Магомет-Султан, Тулунбек та інших, при яких він виступав у ролі радника, після чого він сам проголосився ханом, що офіційно не визнали — адже згідно з традицією ханів Золотої Орди, лише чингізид (нащадок Чингісхана) міг носити титул хана. Таким чином, з точки зору  правлячих еліт Східної Європи він виглядав як заколотник, повстанець проти законних порядків управління і престолонаслідування, що за поняттями царства Ординського того часу як і багато інших злочинів проти держави і суспільства каралось переважно смертю. Таким чином, зважитись на цей крок міг далеко не кожний, адже відступати було нікуди. Тому у Мамаї одні бачать людину з великим бажанням влади на зразок Наполеона, в той час як інші — народного заступника за інтереси простих степовиків Подніпров'я і всіх степів сходу Європи.
Поховали його в селі Шейх-Мамай біля міста Кафа у Криму. Могилу (курган) знайшов відомий художник Іван Айвазовський, який займався археологією.

## Ранні роки
Землі Північного Причорномор'я, Приазов'я і Криму здавна належали роду Кият. Прадід Мамая, Тулук-Тимур, був першим відомим правителем Криму з цього роду. Алібек (Алиш, Алаш), батько Мамая, був правителем Солхата у 1356 році. У цей час молодий Мамай став сановником при дворі хана Джанібека. У 1359 році наступний хан — Бердібек призначив його на посаду беклярбека — найвищу в Золотій Орді після ханської.

## Велика зам'ятня
Після загибелі цього хана розпочалась Велика зам'ятня. Частину вірних Бердібеку емірів вирізали, з іншими почалась війна. Темник Мамай, один з цих емірів, беклярбек, правитель столичної області Сараю, захопив владу в улусі і вивів свої війська в Північне Причорномор'я.. Певний час Мамай не втручався в боротьбу за ханський престол, зміцнюючи владу над своїм власним краєм. Та врешті не стримався. І вже невдовзі перетворився на найвпливовішу фігуру в державі, на свій розсуд зводячи або скидаючи ханів із сарайського престолу. Проте чим глибше Мамай ув'язав в боротьбі за владу над Сараєм, тим важливішим для нього були приязні стосунки з генуезцями та Великим князівством Литовським.

## Відносини з князівством Литовським
Після кількох невдалих спроб призначити зручного хана або захопити престол, Мамай підняв на повстання народи Подніпров'я. Наприкінці серпня 1362 року князь литовський Ольгерд і кримський емір Мамай уклали між собою військово-політичний союз, спрямований проти представників легітимної династії Джучидів. Саме тоді Орда Мамая захопила Азов. Після встановлення контролю над південною частиною Золотої Орди, Мамай з усіма своїми силами рушив у Нижнє Поволжя, де знову втрутився в боротьбу за ординську столицю, а військо Ольгерда попрямувало на Поділля через відгалуження Муравського шляху, які вели до колишніх зручних переправ через Дніпро біля Черкас і Канева. В урочищі Сині Води відбулася битва з ордами монголо-татарських правителів. Одним із наслідком тих походів було переселення войовничих на той час караїмів на північ. Вони ввійшли в охорону великих литовських князів. А після того, як хани Хаджибей з осідком у районі теперішньої Одеси, Кутлубуга із Криму та придніпровський Дмитро загинули, князь Мамай утвердив свою владу у Сараї та розташувався у місті Замик, в гирлі річки Конка, який був столицею Орди хана Дмитра.

## Боротьба із Золотою Ордою та Москвою
Після вбивства Бердібека ханом Кульпою в 1359 році Мамай оголосив йому війну. У 1360 році на трон вступив Науруз. Невдовзі з ним розправився Хизра. Після того, як в Синій Орді вбили намісника Тенгіз-Буга кията, влада киятів була скинута. Мамай з вірними йому військами повернувся до Криму. У серпні 1361 року він проголосив ханом свого ставленика Абдуллу. Через рік Мамай і Абдаллах захопили Сарай. Їм вдалось протриматись у столиці Золотої Орди до 1363 року, згодом сарайським ханом став Мюрид. У 1367 році після вбивства хана Азіз-шейха знову золотоординським правителем став Абдуллах. У червні 1370 року, після смерті Абдуллаха, ханом Золотої Орди став 10-літній Булак при регентстві Тулунбек-ханум.
У 1375 році трон захопив Каганбек. За його наказом московські та нижньогородські війська завоювали Булгар, в результаті Мамай і Булак втратили Середнє Поволжя.
2 серпня 1377 року на річці П'яна Мамаєва Орда розгромила нижньогородські війська.
11 серпня 1378 року в битві на річці Вожа військо Мамая на чолі з воєводою Бегичем поступилось московським військам. Після цього Мамай здійснив каральний рейд в Рязанське князівство, захопив і спустошив Переяславль-Рязанський.
У 1380 році Мамай уклав договір із литовським князем Ягайлом. У цей час престол в Сараї зайняв Тохтамиш, який протягом року навів в Орді жорсткий порядок і повелів князю Дмитру терміново відправити йому на допомогу московську дружину, а сам вирушив йому назустріч. З іншого боку рухалися на з'єднання один з одним союзники Мамай і Великий князь Литовський Ягайло. 8 вересня 1380 року на Куликовому полі зустрілись цар Мамай і московський князь Дмитро. Сподіваючись розбити московські війська поодинці, він почав ар'єргардні сутички з Дмитром. Як тільки Мамай дізнався про стрімке наближення Тохтамиша, щоб не опинитися в оточенні, повернув і пішов у степ на зустріч йому, де вже наприкінці вересня 1380 року вони зустрілись. Тим часом князь Литовський Ягайло, який був союзником Мамая, але не встиг з'єднатися з ним, сам розгромив Дмитра, захопив московські обози, причому не залишив жодного пораненого.

## Генеалогія
- A1. Мамай
  - B1. Мансур Кият
    - C1. Олекса
      - D1. Іван Глинський ∞ Анастасія Острозька
        - E1. Борис
        - E2. Федір
        - E3. Семен
          - F1. Федір
            - G1. Богдан Глинський

## Цікаві факти
- Поразка Мамая на Куликовому полі згадується в «Енеїді» Котляревського[21].